# MUV 69
MUV 69 je typové označení kolejového motorového univerzálního vozíku hojně používaného na českých a slovenských železnicích jako motorová drezína s plošinou pro přepravu nákladu a v různých modifikacích jako pojízdný pracovní stroj (vybavení hydraulickou rukou či jeřábem, sklopnou korbou, svářecím agregátem, elektrickým generátorem, plošinou pro opravy trolejového vedení, stroji pro údržbu traťové zeleně atd.). Výrobcem byl útvar ČSD Mechanizace traťového hospodářství Praha (závod Brno-Horní Heršpice). Od května 1992 byl útvar transformován v samostatný podnik MTH Praha a. s..
Vyrobeno bylo kolem 1000 vozíků tohoto typu. MTH Praha uvádí v referencích na svých stránkách 741 kusů MUV 69 dodaných v letech 1968–1991 do České republiky, 234 na Slovensko a 6 kusů MUV 69/750 do Německa. Rekonstruované a modernizované verze mají například označení MUV 69.1 až MUV 69.7, MUV 71, MUV 73. Na bázi tohoto typu jsou postaveny také například stroje ZŠ 72, KSF 70, PUŠL 71, MMD 01, MV 20 a tatranská úzkorozchodná modifikace MUV 1000.

## Technické parametry
Délka vozíku je 6,76 m, hmotnost 7,4 až 9 tun, nosnost plošiny 6,5 až 8 tun, maximální rychlost 40 km/h (administrativně) a až 60 km/h (konstrukčně). Kabina má 6 míst včetně místa pro strojvedoucího (dvě řady po třech místech vedle sebe). Hnací agregát tvoří šestiválcový motor Tatra T912-3 s převodovkou stejně jako u nákladního automobilu Praga S5T.
- MUV 69.2 v Miloticích nad Opavou

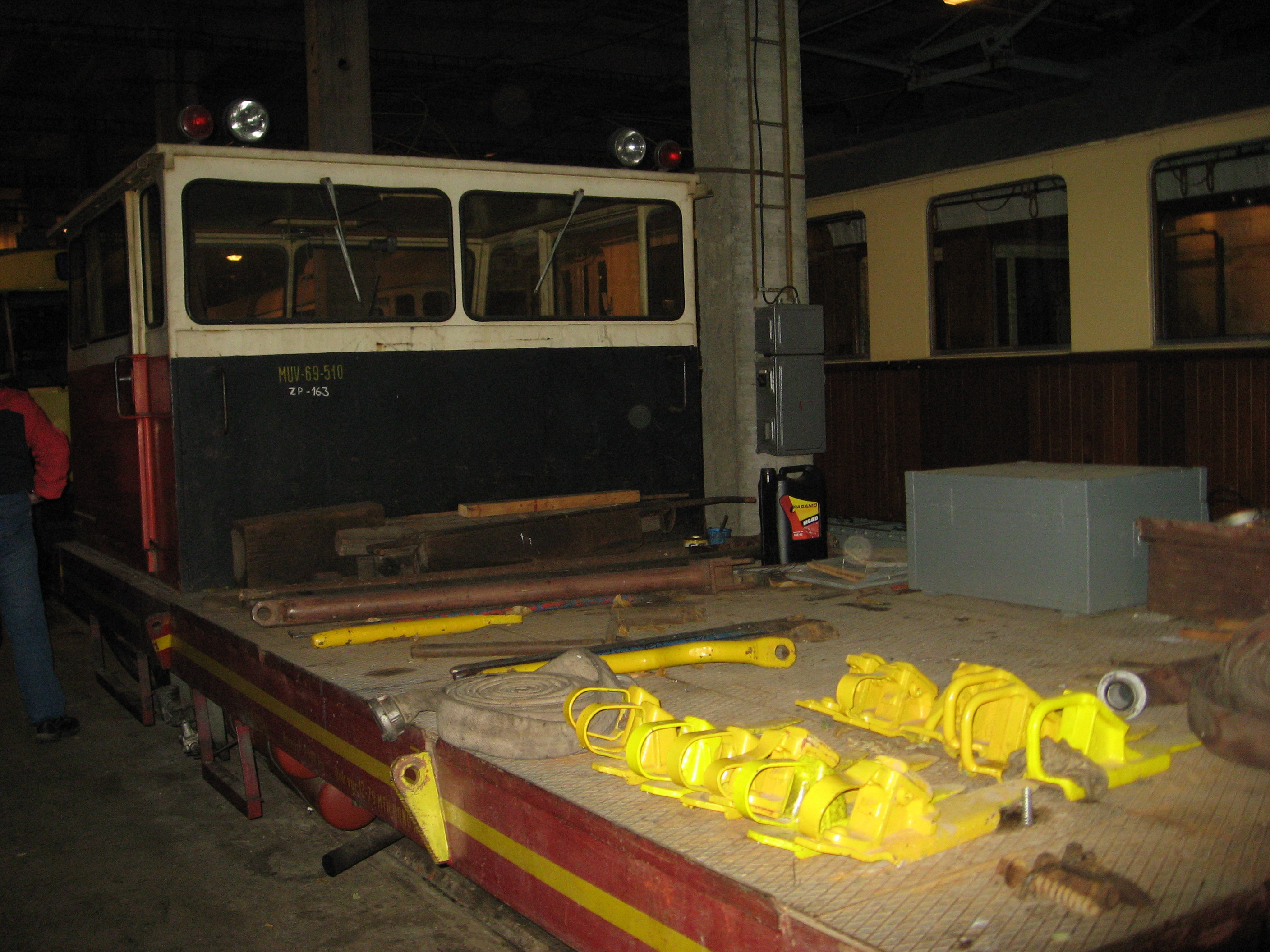
MUV 69 510 v depozitáři Technického muzea v Brně v Líšni
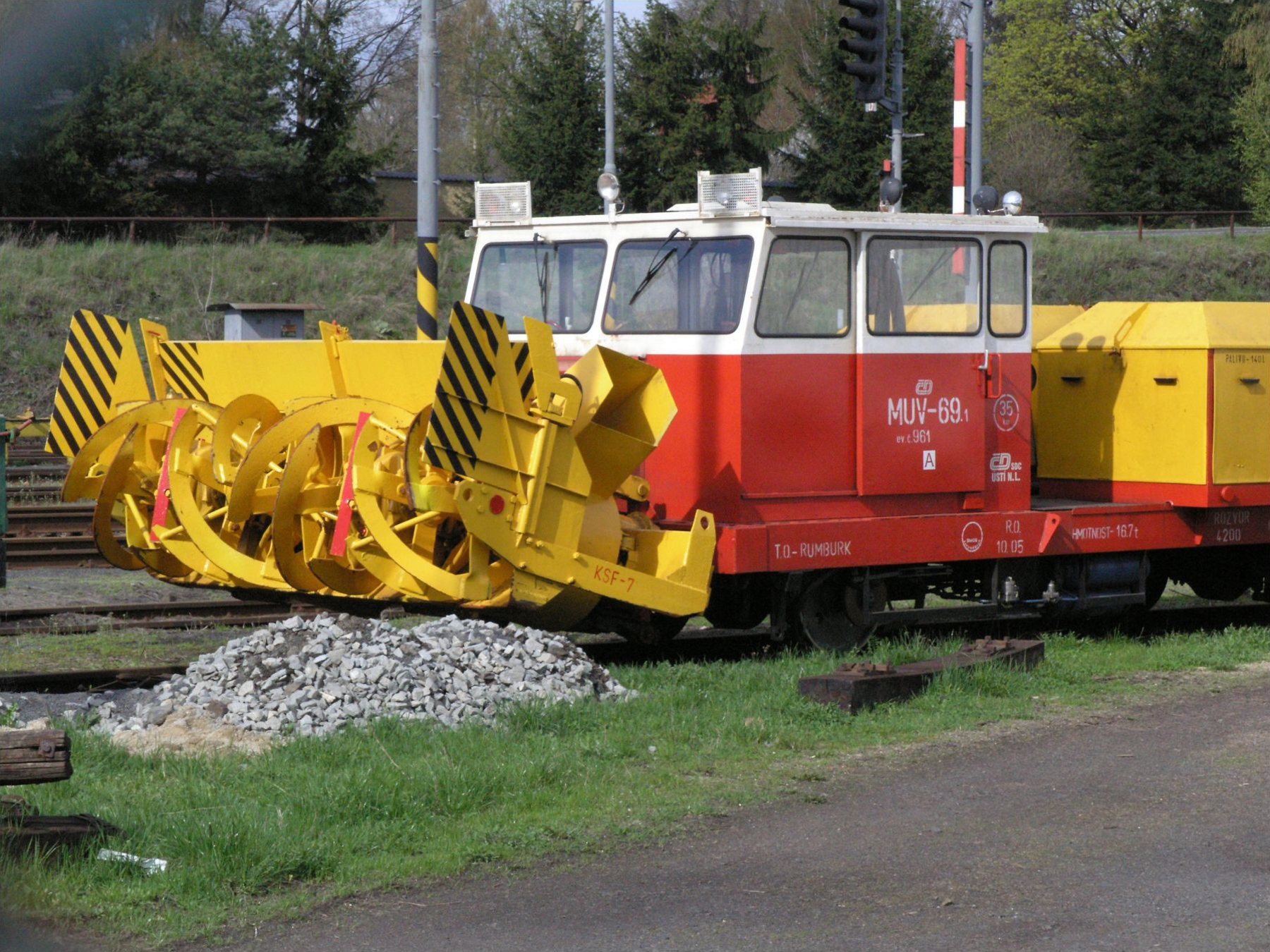
MUV 69.1 se sněhovou frézou v Rumburku